# Saison 1999-2000 du Montpellier Hérault Sport Club
Maillots
Chronologie
Saison précédente Saison suivante
La saison 1999-2000 du Montpellier Hérault Sport Club a vu le club évoluer en Division 1 pour la treizième saison consécutive.
Les pailladins effectuent une saison catastrophique, terminant en dernière position synonyme de descente en Division 2 avec notamment une série de 13 matchs sans victoire.
Les héraultais brillent pourtant en début de saison, en remportant la Coupe Intertoto face au Hambourg SV et se qualifiant ainsi pour la Coupe UEFA. Cependant, après avoir sorti l'Étoile rouge de Belgrade, ils se feront éliminer par le Deportivo La Corogne (1-5 sur les deux matches) dès le deuxième tour de la compétition.
Éliminé en Coupe de France dès son entrée en lice par un club de Division 2 et en Coupe de la Ligue dès les huitièmes de finale, le club aura passé une saison noire mettant fin à l'âge d'or du Montpellier HSC.

## Déroulement de la saison

### Inter-saison
Le Montpellier HSC va connaitre de nombreux départs lors de l'été 99. Les jeunes issus du centre de formation comme Laurent Robert ou Jean-Christophe Rouvière quittent l'hérault pour le Paris SG et les Girondins de Bordeaux et Didier Agathe part en Écosse. À ces départs s'ajoutent les retraites des deux gardiens, Bruno Martini et Philippe Flucklinger.
Le reste du groupe est reconduit et voit même arriver quelques grands noms du football français, puisque Nicolas Ouédec est rejoint par ses anciens compagnons du FC Nantes et de l'équipe de France, Reynald Pedros et Patrice Loko ainsi que par un champion de France bordelais, Romain Ferrier. La dernière recrue de cet inter-saison est un jeune issu de Division 2, Olivier Sorlin.

### Championnat
Le début de championnat est irrégulier, l'équipe joue bien, mais encaisse beaucoup de buts (la blessure de Nenad Dzodic n'y étant pas étrangère). Avec l'arrivée fin août de deux autres anciens nantais en provenance de l'Olympique de Marseille, Éric Decroix et Jocelyn Gourvennec, les dirigeants et les supporteurs reprennent espoir, mais cela sera de courte durée et la chute va sembler interminable.
Avec 13 matchs consécutifs sans victoire et seulement 4 points acquis, les pailladins sombrent dans les bas-fonds du classement. Deux semaines plus tard, Louis Nicollin licencie Jean-Louis Gasset et rappelle une nouvelle fois Michel Mézy à la rescousse.

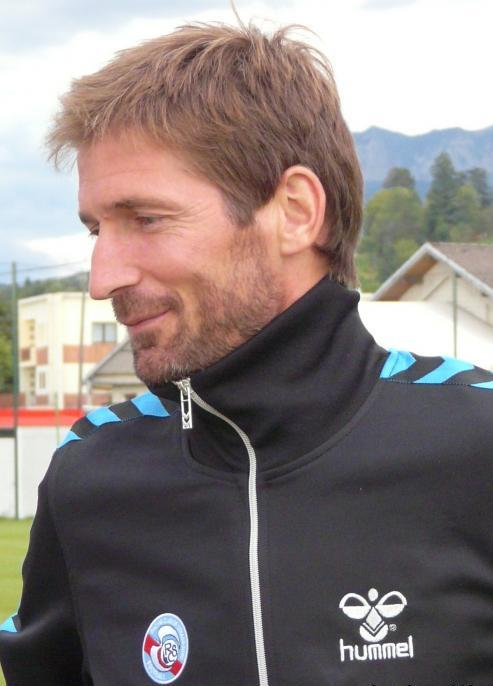
Stéphane Cassard
Grand artisan de la victoire en Coupe Intertoto.

Ce dernier va alors faire le ménage et laisser du temps de jeu aux jeunes, Rudy Riou remplace Stéphane Cassard dans les buts et Olivier Sorlin, Michel Rodriguez, Nenad Dzodic et Toifilou Maoulida conquièrent des places de titulaire. À cela s'ajoutent le départ de Jocelyn Gourvennec revendu au Stade rennais dès la trêve hivernale, et les arrivées des portugais Rui Pataca et Antonio Gouveia, qui vont entretenir l'espoir au contraire de celle de Mariano Herrón, jeune argentin qui à l'image de Reynald Pedros, Romain Ferrier et Jocelyn Gourvennec aura déçu durant la saison.
Malgré de meilleurs résultats, une défaite 5-4, face à l'AS Saint-Etienne, scelle les rêves de maintien du club, qui chute en Division 2, loin derrière le dernier non-relégable.

### Coupe Intertoto et UEFA
La Coupe Intertoto avait pourtant bien lancé la saison, après des qualifications sans grandes difficultés contre une équipe azérie, l'équipe B de l'Espanyol Barcelone et les Allemands du MSV Duisburg, ce sont d'autres pensionnaires de Bundesliga qui se dressent sur le chemin de la Coupe UEFA lors de la finale. Le Hambourg SV qui se qualifiera pour la Ligue des champions à la fin de l'année, va proposer une tout autre opposition aux montpelliérains. Après un délicat match nul 1-1 au Stade de la Mosson, les pailladins se qualifieront au match retour lors de la séance de tirs au but (1-1 après les prolongations), Stéphane Cassard étant impérial dans ses cages.
Pour son retour en Coupe UEFA, le Montpellier HSC affrontent les anciens champion d'Europe yougoslaves de l'Étoile Rouge de Belgrade et s'imposent à l'extérieur grâce à un but de Patrice Loko avant de réaliser un bon match nul à domicile (2-2). Lors du second tour, le sort ne gate pas les montpelliérains qui doivent faire face au Deportivo La Corogne. Malgré une ouverture du score en Espagne de Philippe Delaye, les espagnols ont ensuite été intouchables pour s'imposer finalement 3-1. Lors du retour au Stade de la Mosson, les galiciens assurent face à une équipe héraultaise à la dérive.

### Coupes nationales
Les coupes nationales, encore une fois jouées à l'extérieur, ne sourient pas plus aux héraultais, avec une élimination face au FC Lorient en coupe de France dès leur entrée en jeu, et une élimination face au SC Bastia en Coupe de la Ligue, après s'être imposé face à l'EA Guingamp lors des 1/16e de finale.

## Joueurs et staff

### Transferts
| Été 1999                 |             |                           |                        |                |
| Nom                      | Nationalité | Transfert                 | Provenance/Destination | Division       |
| Arrivées                 |             |                           |                        |                |
| Éric Decroix             | France      | Transfert                 | Olympique de Marseille | Division 1     |
| Jocelyn Gourvennec       | France      | Transfert                 | Olympique de Marseille | Division 1     |
| Ahmed Madouni            | Algérie     | Premier contrat pro       |                        |                |
| Patrice Loko             | France      | Transfert                 | FC Lorient             | Division 2     |
| Reynald Pedros           | France      | Transfert                 | Parme FC               | Serie A        |
| Romain Ferrier           | France      | Transfert                 | Girondins de Bordeaux  | Division 1     |
| Olivier Sorlin           | France      | Transfert                 | AS Valence             | Division 2     |
| Rudy Riou                | France      | Premier contrat pro       |                        |                |
| Grégory Carmona          | France      | Premier contrat pro       |                        |                |
| Départs                  |             |                           |                        |                |
| Didier Agathe            | France      | Transfert                 | Raith Rovers FC        | First Division |
| Gérald Martin            | France      | Transfert                 | Nîmes Olympique        | Division 2     |
| Bruno Martini            | France      | Fin de contrat (Retraite) |                        |                |
| Jean-Christophe Rouvière | France      | Transfert                 | Girondins de Bordeaux  | Division 1     |
| Philippe Flucklinger     | France      | Fin de contrat (Retraite) |                        |                |
| Laurent Robert           | France      | Transfert                 | Paris SG               | Division 1     |
| Sébastien Bertrand       | France      | Transfert                 | FC Rouen               | CFA            |

| Changement d'entraineur (30 novembre 1999) |             |                     |                        |          |
| Nom                                        | Nationalité | Transfert           | Provenance/Destination | Division |
| Arrivées                                   |             |                     |                        |          |
| Michel Mézy                                | France      | Changement de poste |                        |          |
| Départs                                    |             |                     |                        |          |
| Jean-Louis Gasset                          | France      | Licenciement        |                        |          |

| Hiver 1999-2000    |             |           |                        |                  |
| Nom                | Nationalité | Transfert | Provenance/Destination | Division         |
| Arrivées           |             |           |                        |                  |
| Rui Pataca         | Portugal    | Transfert | CF Belenenses          | Liga Sagres      |
| Antonio Gouveia    | Portugal    | Transfert | CF Belenenses          | Liga Sagres      |
| Prêts              |             |           |                        |                  |
| Mariano Herrón     | Argentine   | Prêt      | Argentinos Juniors     | Primera división |
| Départs            |             |           |                        |                  |
| Jocelyn Gourvennec | France      | Transfert | Stade rennais          | Division 1       |

## Rencontres de la saison

### Division 1
|            | Adversaire             | Lieu | Résultat | Buteurs du MHSC                                        | Affluence |
| Journée 1  | Olympique lyonnais     | Ext. | 2-1      | Patrice Loko · Cédric Barbosa                          | -         |
| Journée 2  | Girondins de Bordeaux  | Dom. | 2-2      | Nenad Dzodic · Patrice Loko                            | 23 287    |
| Journée 3  | RC Strasbourg          | Ext. | 0-2      | -                                                      | -         |
| Journée 4  | AS Monaco              | Dom. | 2-3      | Olivier Sorlin · Toifilou Maoulida                     | 21 598    |
| Journée 5  | FC Nantes              | Ext. | 0-2      | -                                                      | -         |
| Journée 6  | Olympique de Marseille | Dom. | 3-1      | Philippe Delaye · Nicolas Ouédec                       | 27 960    |
| Journée 7  | AS Nancy-Lorraine      | Ext. | 2-1      | Franck Silvestre · Marcel Mahouvé                      | -         |
| Journée 8  | CS Sedan               | Dom. | 1-1      | Patrice Loko                                           | 12 779    |
| Journée 9  | Le Havre AC            | Ext. | 1-2      | Nicolas Ouédec                                         | -         |
| Journée 10 | AS Saint-Etienne       | Dom. | 0-1      | -                                                      | 16 032    |
| Journée 11 | RC Lens                | Ext. | 0-1      | -                                                      | -         |
| Journée 12 | SC Bastia              | Dom. | 1-1      | Pascal Fugier                                          | 9 334     |
| Journée 13 | AJ Auxerre             | Ext. | 1-2      | Patrice Loko                                           | -         |
| Journée 14 | ES Troyes              | Ext. | 1-2      | Franck Silvestre                                       | -         |
| Journée 15 | Stade rennais          | Dom. | 1-2      | Philippe Delaye                                        | 10 824    |
| Journée 16 | FC Metz                | Ext. | 2-2      | Patrice Loko · Philippe Delaye                         | -         |
| Journée 17 | Paris Saint-Germain    | Dom. | 0-1      | -                                                      | 15 859    |
| Journée 18 | Girondins de Bordeaux  | Ext. | 0-2      | -                                                      | -         |
| Journée 19 | RC Strasbourg          | Dom. | 1-1      | Philippe Delaye                                        | 9 228     |
| Journée 20 | AS Monaco              | Ext. | 0-1      | -                                                      | -         |
| Journée 21 | FC Nantes              | Dom. | 3-0      | Philippe Delaye · Marcel Mahouvé · Frédéric Garny      | 10 148    |
| Journée 22 | Olympique de Marseille | Ext. | 0-0      | -                                                      | -         |
| Journée 23 | AS Nancy-Lorraine      | Dom. | 1-0      | Patrice Loko                                           | 9 491     |
| Journée 24 | CS Sedan               | Ext. | 1-2      | Toifilou Maoulida                                      | -         |
| Journée 25 | Le Havre AC            | Dom. | 0-0      | -                                                      | 11 292    |
| Journée 26 | AS Saint-Etienne       | Ext. | 4-5      | (c.s.c.) Jean-Guy Wallemme · Patrice Loko · Rui Pataca | -         |
| Journée 27 | RC Lens                | Dom. | 1-1      | Rui Pataca                                             | 11 982    |
| Journée 28 | SC Bastia              | Ext. | 0-1      | -                                                      | -         |
| Journée 29 | AJ Auxerre             | Dom. | 2-0      | Rui Pataca                                             | 11 303    |
| Journée 30 | ES Troyes              | Dom. | 2-2      | Antonio Gouveia · Rui Pataca                           | 10 013    |
| Journée 31 | Stade rennais          | Ext. | 3-1      | Toifilou Maoulida · Rui Pataca · Franck Silvestre      | -         |
| Journée 32 | FC Metz                | Dom. | 0-1      | -                                                      | 10 779    |
| Journée 33 | Paris Saint-Germain    | Ext. | 0-3      | -                                                      | -         |
| Journée 34 | Olympique lyonnais     | Dom. | 2-2      | Franck Silvestre · Toifilou Maoulida                   | 15 351    |

### Coupe Intertoto
| Tour         | Adversaire       | Lieu | Résultat | Buteurs du MHSC                                                                |
| 2e tour      | FK Qarabağ Ağdam | Ext. | 3-0      | Franck Silvestre · Philippe Delaye · Cédric Barbosa                            |
| 2e tour      | FK Qarabağ Ağdam | Dom. | 6-0      | Marcel Mahouvé · Nenad Dzodic · Patrice Loko · Marc-Eric Gueï · Cédric Barbosa |
| 3e tour      | RCD Espanyol     | Ext. | 2-0      | Patrice Loko · Nenad Dzodic                                                    |
| 3e tour      | RCD Espanyol     | Dom. | 2-1      | Philippe Delaye · Nenad Dzodic                                                 |
| Demi-finales | MSV Duisburg     | Ext. | 1-1      | Toifilou Maoulida                                                              |
| Demi-finales | MSV Duisburg     | Dom. | 3-0      | Olivier Sorlin · Philippe Delaye · Patrice Loko                                |
| Finales      | Hambourg SV      | Dom. | 1-1      | Patrice Loko                                                                   |
| Finales      | Hambourg SV      | Ext. | 1-1      | Olivier Sorlin                                                                 |

### Coupe UEFA
| Tour     | Adversaire               | Lieu | Résultat | Buteurs du MHSC               |
| 1er tour | Étoile rouge de Belgrade | Ext. | 1-0      | Patrice Loko                  |
| 1er tour | Étoile rouge de Belgrade | Dom. | 2-2      | Nicolas Ouédec · Patrice Loko |
| 2e tour  | Deportivo La Corogne     | Ext. | 1-3      | Philippe Delaye               |
| 2e tour  | Deportivo La Corogne     | Dom. | 0-2      | -                             |

### Coupe de France
| Tour            | Adversaire              | Lieu | Résultat | Buteurs du MHSC |
| 1/32e de finale | FC Lorient (Division 2) | Ext. | 1-2      | Patrice Loko    |

### Coupe de la Ligue
| Tour            | Adversaire               | Lieu | Résultat | Buteurs du MHSC                                |
| 1/16e de finale | EA Guingamp (Division 2) | Ext. | 3-1      | Nenad Dzodic · Pascal Fugier · Philippe Delaye |
| 1/8e de finale  | SC Bastia (Division 1)   | Ext. | 0-1      | -                                              |

## Statistiques

### Statistiques collectives
| Compétition       | Débute au tour  | Place ou tour final | Matches joués | Gagnés | Nuls | Perdus | Buts pour | Buts contre | Différence |
| Division 1        | -               | 18e                 | 34            | 7      | 10   | 17     | 39        | 50          | -11        |
| Coupe Intertoto   | 2e tour         | Vainqueur           | 8             | 5      | 3    | 0      | 19        | 4           | +15        |
| Coupe UEFA        | 1er tour        | 2e tour             | 4             | 1      | 1    | 2      | 4         | 7           | -3         |
| Coupe de France   | 1/32e de finale | 1/32e de finale     | 1             | 0      | 0    | 1      | 1         | 2           | -1         |
| Coupe de la Ligue | 1/16e de finale | 1/8e de finale      | 2             | 1      | 0    | 1      | 3         | 2           | +1         |
| Total             | -               | -                   | 49            | 14     | 14   | 23     | 66        | 65          | +1         |

### Statistiques individuelles
| Numéro | Nat. | Nom        | Division 1 | Division 1  | Division 1 | Division 1   | Coupe de France | Coupe de France | Coupe de France | Coupe de France | Coupe de la Ligue | Coupe de la Ligue | Coupe de la Ligue | Coupe de la Ligue | Coupe Intertoto | Coupe Intertoto | Coupe Intertoto | Coupe Intertoto | Coupe UEFA | Coupe UEFA  | Coupe UEFA | Coupe UEFA   | Total | Total       | Total  | Total        |
| Numéro | Nat. | Nom        | M.j.       | But inscrit | Averti     | Carton rouge | M.j.            | But inscrit     | Averti          | Carton rouge    | M.j.              | But inscrit       | Averti            | Carton rouge      | M.j.            | But inscrit     | Averti          | Carton rouge    | M.j.       | But inscrit | Averti     | Carton rouge | M.j.  | But inscrit | Averti | Carton rouge |
| 1      |      | Cassard    | 14         | 0           | 0          | 0            | 0               | 0               | 0               | 0               | 2                 | 0                 | 0                 | 0                 | 5               | 0               | 0               | 0               | 4          | 0           | 0          | 0            | 25    | 0           | 0      | 0            |
| 30     |      | Vercoutre  | 0          | 0           | 0          | 0            | 0               | 0               | 0               | 0               | 0                 | 0                 | 0                 | 0                 | 0               | 0               | 0               | 0               | 0          | 0           | 0          | 0            | 0     | 0           | 0      | 0            |
| 34     |      | Riou       | 20         | 0           | 1          | 0            | 1               | 0               | 0               | 0               | 0                 | 0                 | 0                 | 0                 | 3               | 0               | 0               | 0               | 0          | 0           | 0          | 0            | 24    | 0           | 1      | 0            |
| 2      |      | Baills     | 7          | 0           | 0          | 0            | 0               | 0               | 0               | 0               | 0                 | 0                 | 0                 | 0                 | 4               | 0               | 0               | 0               | 0          | 0           | 0          | 0            | 11    | 0           | 0      | 0            |
| 3      |      | Dos Santos | 30         | 0           | 6          | 2            | 1               | 0               | 0               | 0               | 2                 | 0                 | 0                 | 0                 | 7               | 0               | 0               | 0               | 3          | 0           | 0          | 0            | 43    | 0           | 6      | 2            |
| 4      |      | Silvestre  | 31         | 4           | 9          | 0            | 1               | 0               | 0               | 0               | 2                 | 0                 | 1                 | 0                 | 8               | 1               | 0               | 0               | 4          | 0           | 0          | 0            | 46    | 5           | 10     | 0            |
| 5      |      | Fugier     | 31         | 1           | 7          | 0            | 1               | 0               | 0               | 0               | 2                 | 1                 | 0                 | 0                 | 6               | 0               | 0               | 0               | 4          | 0           | 0          | 0            | 44    | 2           | 7      | 0            |
| 6      |      | Dzodic     | 19         | 1           | 3          | 0            | 1               | 0               | 0               | 0               | 2                 | 1                 | 2                 | 0                 | 7               | 4               | 0               | 0               | 0          | 0           | 0          | 0            | 29    | 6           | 5      | 0            |
| 15     |      | Rodriguez  | 24         | 0           | 6          | 0            | 0               | 0               | 0               | 0               | 2                 | 0                 | 0                 | 0                 | 6               | 0               | 0               | 0               | 4          | 0           | 0          | 0            | 36    | 0           | 6      | 0            |
| 24     |      | Ferrier    | 17         | 0           | 1          | 0            | 1               | 0               | 0               | 0               | 0                 | 0                 | 0                 | 0                 | 7               | 0               | 0               | 0               | 4          | 0           | 0          | 0            | 29    | 0           | 1      | 0            |
| 25     |      | Madouni    | 1          | 0           | 0          | 0            | 0               | 0               | 0               | 0               | 0                 | 0                 | 0                 | 0                 | 0               | 0               | 0               | 0               | 0          | 0           | 0          | 0            | 1     | 0           | 0      | 0            |
| 27     |      | Decroix    | 15         | 0           | 4          | 0            | 0               | 0               | 0               | 0               | 0                 | 0                 | 0                 | 0                 | 0               | 0               | 0               | 0               | 4          | 0           | 0          | 0            | 19    | 0           | 4      | 0            |
| 29     |      | Herrón     | 5          | 0           | 1          | 0            | 1               | 0               | 0               | 0               | 1                 | 0                 | 0                 | 0                 | 0               | 0               | 0               | 0               | 0          | 0           | 0          | 0            | 7     | 0           | 1      | 0            |
| 7      |      | Sorlin     | 28         | 1           | 1          | 0            | 1               | 0               | 0               | 0               | 0                 | 0                 | 0                 | 0                 | 6               | 2               | 0               | 0               | 4          | 0           | 0          | 0            | 39    | 3           | 1      | 0            |
| 8      |      | Delaye     | 29         | 6           | 9          | 0            | 0               | 0               | 0               | 0               | 2                 | 1                 | 0                 | 0                 | 7               | 3               | 0               | 0               | 2          | 1           | 0          | 0            | 40    | 11          | 9      | 0            |
| 10     |      | Doumeng    | 0          | 0           | 0          | 0            | 0               | 0               | 0               | 0               | 0                 | 0                 | 0                 | 0                 | 3               | 0               | 0               | 0               | 0          | 0           | 0          | 0            | 3     | 0           | 0      | 0            |
| 14     |      | Barbosa    | 30         | 1           | 5          | 0            | 1               | 0               | 0               | 0               | 2                 | 0                 | 0                 | 0                 | 8               | 2               | 0               | 0               | 4          | 0           | 0          | 0            | 45    | 3           | 5      | 0            |
| 19     |      | Mahouvé    | 20         | 2           | 9          | 0            | 1               | 0               | 0               | 0               | 0                 | 0                 | 0                 | 0                 | 8               | 1               | 0               | 0               | 4          | 0           | 0          | 0            | 33    | 3           | 9      | 0            |
| 21     |      | Pedros     | 4          | 0           | 0          | 0            | 0               | 0               | 0               | 0               | 2                 | 0                 | 0                 | 0                 | 0               | 0               | 0               | 0               | 0          | 0           | 0          | 0            | 6     | 0           | 0      | 0            |
| 22     |      | Garny      | 6          | 1           | 1          | 0            | 1               | 0               | 0               | 0               | 1                 | 0                 | 1                 | 0                 | 0               | 0               | 0               | 0               | 0          | 0           | 0          | 0            | 8     | 1           | 2      | 0            |
| 23     |      | Serredszum | 19         | 0           | 2          | 0            | 0               | 0               | 0               | 0               | 2                 | 0                 | 0                 | 0                 | 6               | 0               | 0               | 0               | 2          | 0           | 0          | 0            | 29    | 0           | 2      | 0            |
| 26     |      | Carmona    | 3          | 0           | 0          | 0            | 0               | 0               | 0               | 0               | 0                 | 0                 | 0                 | 0                 | 0               | 0               | 0               | 0               | 0          | 0           | 0          | 0            | 3     | 0           | 0      | 0            |
| 32     |      | Gouveia    | 9          | 1           | 2          | 0            | 0               | 0               | 0               | 0               | 0                 | 0                 | 0                 | 0                 | 0               | 0               | 0               | 0               | 0          | 0           | 0          | 0            | 9     | 1           | 2      | 0            |
|        |      | Gourvennec | 5          | 0           | 1          | 0            | 0               | 0               | 0               | 0               | 2                 | 0                 | 0                 | 0                 | 0               | 0               | 0               | 0               | 2          | 0           | 0          | 0            | 9     | 0           | 1      | 0            |
| 9      |      | Ouédec     | 18         | 1           | 3          | 0            | 0               | 0               | 0               | 0               | 0                 | 0                 | 0                 | 0                 | 5               | 0               | 0               | 0               | 4          | 1           | 0          | 0            | 27    | 2           | 3      | 0            |
| 11     |      | Loko       | 26         | 8           | 2          | 0            | 1               | 1               | 0               | 0               | 1                 | 0                 | 0                 | 0                 | 7               | 4               | 0               | 0               | 4          | 2           | 0          | 0            | 39    | 15          | 2      | 0            |
| 13     |      | Maoulida   | 29         | 5           | 3          | 0            | 1               | 0               | 0               | 0               | 2                 | 0                 | 0                 | 0                 | 8               | 1               | 0               | 0               | 1          | 0           | 0          | 0            | 41    | 6           | 3      | 0            |
| 20     |      | Thimothée  | 5          | 0           | 0          | 0            | 1               | 0               | 0               | 0               | 2                 | 0                 | 0                 | 0                 | 0               | 0               | 0               | 0               | 0          | 0           | 0          | 0            | 8     | 0           | 0      | 0            |
| 31     |      | Pataca     | 11         | 5           | 2          | 0            | 0               | 0               | 0               | 0               | 0                 | 0                 | 0                 | 0                 | 0               | 0               | 0               | 0               | 0          | 0           | 0          | 0            | 11    | 5           | 2      | 0            |
|        |      | Gueï       | 1          | 0           | 0          | 0            | 0               | 0               | 0               | 0               | 0                 | 0                 | 0                 | 0                 | 2               | 1               | 0               | 0               | 0          | 0           | 0          | 0            | 3     | 1           | 0      | 0            |

### Autres statistiques
| Meilleurs buteurs \| Joueur \| Total \| \| Patrice Loko \| 11 \| \| Philippe Delaye \| 8 \| \| Rui Pataca \| 5 \| \| Toifilou Maoulida \| 5 \| \| Franck Silvestre \| 4 \| \| Marcel Mahouvé \| 2 \| \| Nenad Dzodic \| 2 \| \| Nicolas Ouédec \| 2 \| \| Pascal Fugier \| 2 \| \| Antonio Gouveia \| 1 \| \| Cédric Barbosa \| 1 \| \| Frédéric Garny \| 1 \| \| Olivier Sorlin \| 1 \| | Equipe type de la saison Riou ou Cassard Fugier Rodriguez Silvestre Dos Santos Mahouvé Delaye Sorlin Loko Barbosa Maoulida D'après les temps de jeu à leur poste. |  |
| Joueur | Total |  |
| Patrice Loko | 11 |  |
| Philippe Delaye | 8 |  |
| Rui Pataca | 5 |  |
| Toifilou Maoulida | 5 |  |
| Franck Silvestre | 4 |  |
| Marcel Mahouvé | 2 |  |
| Nenad Dzodic | 2 |  |
| Nicolas Ouédec | 2 |  |
| Pascal Fugier | 2 |  |
| Antonio Gouveia | 1 |  |
| Cédric Barbosa | 1 |  |
| Frédéric Garny | 1 |  |
| Olivier Sorlin | 1 |  |

Buts
- Premier but de la saison :   Franck Silvestre contre le FK Qarabağ Ağdam lors du 2e tour aller de Coupe Intertoto
- Premier doublé :    Nenad Dzodic contre le FK Qarabağ Ağdam lors du 2e tour retour de Coupe Intertoto
- Plus grande marge : 6 buts (marge positive) 6-0 face au FK Qarabağ Ağdam lors du 2e tour retour de Coupe Intertoto
- Plus grand nombre de buts dans une rencontre : 9 buts 4-5 face à l'AS Saint-Etienne lors de la 26e journée de championnat

Discipline
- Premier carton jaune :  58e Marcel Mahouvé contre l'Olympique lyonnais lors de la 1re journée de championnat
- Premier carton rouge :   67e Manuel Dos Santos contre les Girondins de Bordeaux lors de la 18e journée de championnat
- Plus grand nombre de cartons dans un match : 5  19e, 20e, 39e, 53e et 80e contre le CS Sedan-Ardennes

Affluences
- Meilleure affluence :
  - En championnat : 27 960 spectateurs contre l'Olympique de Marseille, 6e journée
- Plus mauvaise affluence :
  - En championnat : 9 228 spectateurs contre le RC Strasbourg, 19e journée